# Боргентрайх
Боргентрайх (нім. Borgentreich) — місто в Німеччині, знаходиться в землі Північний Рейн-Вестфалія. Підпорядковується адміністративному округу Детмольд. Входить до складу району Гекстер.
Площа — 138,76 км2. Населення становить 8501 ос. (станом на 31 грудня 2020).

## Географії

### Адміністративний поділ
Місто  складається з 12 районів:
- Боргентрайх
- Боргольц
- Бюне
- Дранкгаузен
- Гросенедер
- Кербекке
- Лютгенедер
- Манроде
- Мудденгаген
- Натінген
- Натцунген
- Резебек